# Thughūr

L'Anatolia bizantina e la Siria e la Jazira abbasidi a metà del IX secolo. Tra le due entità statali (tratteggio nero) si trovavano i Thughūr.

al-Thughūr, in arabo ﺍﻟﺜﻐﻮﺭ‎? (pl. di thaghr), ossia "distanze", "brecce", "aperture", è il termine arabo con cui gli storici musulmani definivano la lunga zona frontaliera che separava la Dār al-Islām dalla Dār al-ḥarb e, più specificamente, i territori califfali da quelli dell'Impero bizantino, nelle aree sud-orientali dell'Anatolia.
Fino all'età abbaside all'incirca, il nome che si usava era invece al-ʿAwāṣim (in arabo ﻋﻮﺍﺻﻢ‎?, "avamposti protetti"), mentre in fonti greche il nome era τὰ Στὸμια (tà Stòmia). 

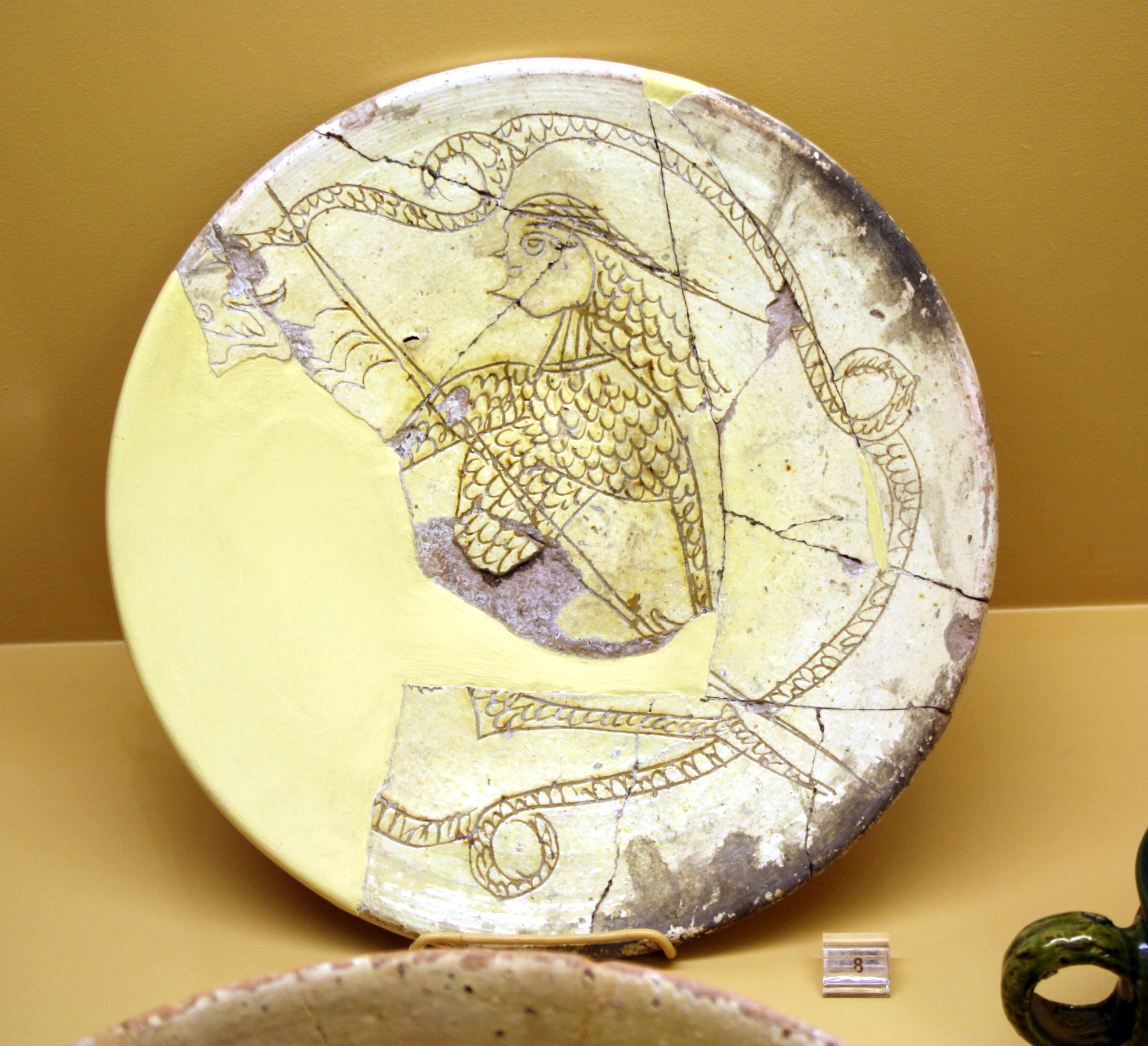
Un piatto bizantino in cui è raffigurato il combattimento tra Digenis Akritas e un dragone (Atene, Stoà di Attalo).

## La "Terra di nessuno" islamico-bizantina
La "terra di nessuno" anatolica era presidiata da opere militari varie e da fortificazioni, che però venivano di volta in volta distrutte dalla parte avversa, dal momento che tutta la regione non era stabilmente sotto il controllo di Costantinopoli così come di Baghdad. 
Fatalmente, vista la dimensione guerriera che veniva perseguita in ambito islamico da chiunque avesse l'intenzione di mettere in pratica il teorico obbligo religioso del jihād, le commistioni culturali erano la normalità e non è certo un caso che, su entrambi i fronti, l'epica] avesse fatto germinare figure mitiche di eroi guerrieri che, per i musulmani, portavano il nome di Sayyid Baṭṭāl e di Dhu l-Himma, mentre per i Bizantini l'eroe mitico era Digenis Akritas (greco Διγενῆς Ἀκρίτης)

In quest'ultimo era ancora più fortemente messo in evidenza il meticciato, dal momento che costui veniva descritto come un guerriero cristiano, nato però da un genitore greco e da una donna araba (il nome significa appunto "di doppia genesi", mentre Akritas ricordava l'ambiente di frontiera in cui egli normalmente operava).
Analogo termine fu usato dai geografi e dai burocrati musulmani per indicare la "terra di nessuno" che divideva al-Andalus dal resto del mondo cristiano.

Questa "marche" di confine era nota come Marca superiore (al-thaghr al-aʿlā), Marca estrema (al-thaghr al-aqsā), Grande Marca (al-thaghr al-akbar) o Marca suprema (al-thaghr al-aʿẓam) - e dette luogo agli stessi fenomeni di acculturazione reciproca.